# Гододин
Гододин (валл. Gododdin) — бриттское королевство на территории современного Лотиана (юго-восточная Шотландия), существовавшее в конце V—начале VII века.

## Образование
Наименование королевства Гододин восходит к бриттскому племени вотадинов, населявшему с I тысячелетия до нашей эры территории современной южной Шотландии и северной Англии, которое во II веке было подчинено Древним Римом. После ухода римлян в начале V века в северных регионах бывшей римской провинции Британия (в валлийской традиции эта область называлась Древним Севером, валл. Yr Hen Gogledd) сложилось крупное раннегосударственное образование во главе с легендарным королём Колем Старым, который, по мнению некоторых историков, ранее являлся римским военачальником. Центр государства Коля Старого находился в Йорке, а его границы, по-видимому, простирались до Форта, где начинались земли пиктов. Наследники Коля неоднократно делили между собой территорию государства, в результате чего к 470 г. в этом регионе образовалось несколько компактных бриттских королевств, одним из которых стал Гододин.

## Территория
Территория королевства Гододин включала в себя весь Лотиан и земли современной области Скоттиш-Бордерс между Фортом и Туидом. Северная часть государства в источниках иногда именуется Манау-Гододин, и, предположительно, в значительной степени была населена южно-пиктскими племенами. Наименование современной шотландской области Клакманнаншир восходит именно к этому названию. На западе и юге государство граничило с бриттскими королевствами Стратклайд и Бринейх, соответственно. Столицей, вероятно, первоначально являлось поселение на холме Трапрайн-Лоу недалеко от современного Хаддингтона, а позднее центр Гододина переместился, согласно традиции, в замок Дин-Эйдин (современный Эдинбург). Важным городом также являлся Дин-Байр (Данбар).

## Первые короли
Существует точка зрения, что одним из первых королей Гододина был Леудун ап Кадлеу (Леудонус, Лот), один из рыцарей «Круглого стола» короля Артура, отец Гвалхмака (Гавейна) сменившего его на престоле. Время его правления обычно относят ко второй половине V века. Кунеда, основатель королевства Гвинед в северном Уэльсе в середине V века, также иногда называется королём Гододина, поскольку именно из Лотиана он привёл с собой в Уэльс часть племени вотадинов, которые создали там прочные княжества, выдержавшие натиск англосаксов.

## Падение Гододина
В конце VI века из состава Гододина, по-видимому, выделилось небольшое королевство Дин-Эйдин с центром в современном Эдинбурге. Там стал править Клидно ап Кинвелин (560—597), внук Домнагуала Стратклайдского. Далее там правили его сыновья Минидог ап Клидно и Кинан ап Клидно.
Гододинский король (бывший Бринейхский) Моркант Фулх в 585 г. вступил в широкую коалицию с Регедом, Дал Риадой и Стратклайдом против англосаксов Берникии. Гэльско-ирландская армия взяла штурмом Бамбург, после чего союзники погнали англов к берегу Северного моря на остров Линдисфарн. При осаде тамошней крепости Моркант I поссорился с королём Регеда Уриеном, претендующим на верховенство над всеми северобриттскими территориями, и убил его. Распад бритто-гэльской коалиции имел тяжёлые последствия: англосаксы перешли в контрнаступление, но в 598 году н. э. потерпели поражение от короля Гододина Коледога Богатого и Минидога Дин Эйдинского в битве при Катраэте (вероятно, в северном Йоркшире). Это сражение было описано в одной из древнейших дошедших до нас кельтских поэм «Y Gododdin», традиционно приписываемой лотианскому поэту Анейрину, который жил в VII веке. Сын Коледога Моркант II ещё противостоял англам, но уже в начале VII века Гододин окончательно потерял свою независимость.
На протяжении следующих десятилетий за территорию королевства развернулась жестокая борьба между соседними государствами: бриттским Стратклайдом, гэльской Дал Риадой и англосаксонской Берникией. В 638 году монахи Ионы записывают осаду Дин-Эйдина, Домналлом Конопатым, правителем Дал Риады, но не уточняют, была ли осада успешной или нет. История не дает подробных ответов о дальнейшей судьбе страны, но похоже что, Гододин попал под власть Нортумбрии, так как в 670-х там правит англосакс Беорнхет, как вассал Нортумбрии.

## Дальнейшая история
После перехода Гододина под власть Берникии бриттское население Лотиана начинает вытесняться англами. Позднее эта территория вошла в состав англосаксонского королевства Нортумбрия, а в 954 г. была завоёвана датскими викингами. В 1018 г. Лотиан и долина реки Туид перешли во владение королей Шотландии.

## Список правителей
- Эдерн ап Падарн (начало V века)
- Кунета ап Эдерн (до 440), оставил власть старшему сыну
- Тибиаун ап Кунета (440 - )
- Меритаун ап Тибиаун (V-VI века)
- Исгиран ап Меритаун (VI век)
- Минитог ап Исгиран (до 600?)
- Думнагуал ап Минитог (до 640?)